# مقبرة رح مى رع

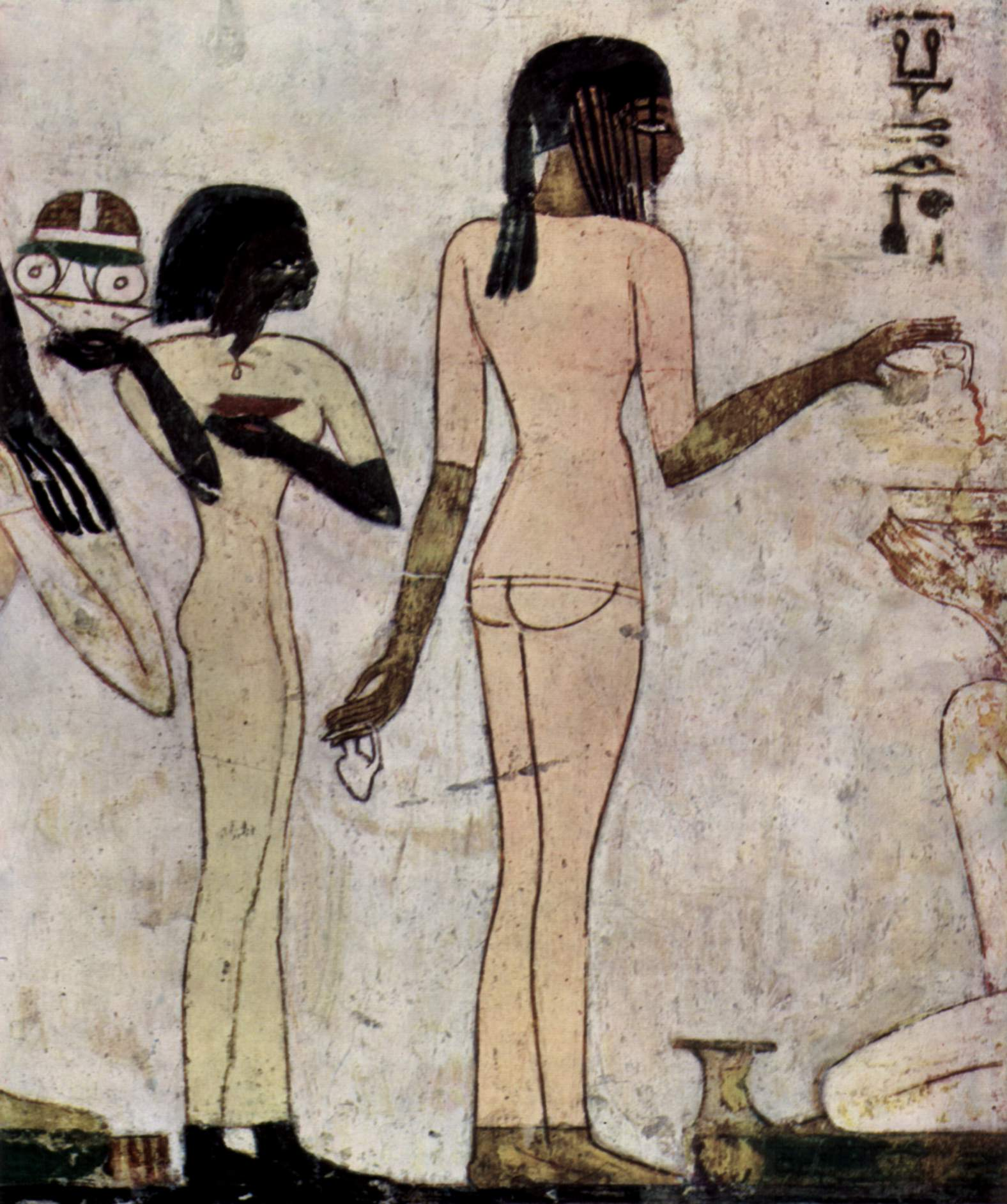
جدارية من مقبرة رح مي رع

مقبرة رح مى رع ، تحمل الرمز العالمي (TT100)، هي للوزير رح مى رع، الذي عاش في عهد تحتمس الثالث، وامنحوتب الثانى من ملوك الأسرة الثامنة عشرة. وترجع أهمية هذه المقبرة لما على حوائطها من نقوش تشرح بالتفصيل مهام وزراء ذلك العهد، يشاهد الوزير تارة وهو يتسلم ضريبة الأقاليم المختلفة، وتارة أخرى يشاهد وهو يرأس محكمة العدل ويفصل بين الناس بالعدل والقسطاس. وفي بعض المناظر الأخرى تشاهد وهو يشرف بنفسه على مُختلف الصناعات من نجارة، وحدادة، وصباغة الجلود ودبغها. كما نراه يُشرف على أعمال المعابد وتشييدها، وإعداد الطوب الخاص بمبانيها.

## مكونات المقبرة
تتكون المقبرة من فناء يتوسطه مدخل يوصل إلى صالة عريضة بها مدخل في الجدار المواجه للداخل يوصل إلى دهليز طويل يمتد في قلب الصخر لمسافة تزيد عن 30 متر. والرسوم الموجودة على الجدران على جانب عظيم من الأهمية.